# Los pilares de la Tierra
Los pilares de la Tierra es una novela histórica del autor británico Ken Follett, ambientada en Inglaterra en la Edad Media, en concreto en el siglo XII, durante un periodo de guerra civil conocido como la anarquía inglesa, entre el hundimiento del White Ship y el asesinato del arzobispo Thomas Becket. También se recrea un viaje de peregrinación a Santiago de Compostela a través de Francia y España.
La novela describe el desarrollo de la arquitectura gótica a partir de su precursora, la arquitectura románica, y las vicisitudes del priorato de Kingsbridge, en contraste con el telón de fondo de acontecimientos históricos que se estaban produciendo en ese momento. A pesar de que Kingsbridge es el nombre de una localidad inglesa real, el Kingsbridge al que se hace referencia en la novela es, en realidad, un emplazamiento ficticio representativo del típico pueblo inglés en el que se establecían mercados en la época.
El autor sorprendió con esta novela no sólo a sus lectores, ávidos de thrillers, sino también a sus editores, con su contenido y longitud (más de 1000 páginas).[cita requerida] Se publicó en 1989, y se convirtió en el mayor superventas de Follett.[cita requerida]
La novela fue incluida en el puesto 33 de la encuesta realizada por la BBC en 2003, cuyo objetivo era encontrar las obras más apreciadas de la literatura británica. Además, fue elegida en 2007 por el club literario Oprah's Book Club.
La segunda parte, Un mundo sin fin, apareció el 9 de octubre del 2007.

## Argumento
La novela empieza con la historia de Tom Builder y su familia, Tom es un albañil que se vuelve pobre al perder su trabajo de constructor en una casa para el hijo de un noble, William Hamleigh. Agnes, su esposa, da a luz en un bosque y muere. Tom decide abandonar al bebé; sin embargo, después se arrepiente y va en su busca, pero no lo encuentra. Ellen, una mujer que vive en el bosque y con la que la familia se encontró, le dice a Tom que un sacerdote ha encontrado al bebé y lo está cuidando. Ellen tiene un hijo pelirrojo, Jack. Tom y Ellen van al monasterio del bosque a ver al bebé, al que los monjes han bautizado como Jonathan, y deciden dejarlo con los monjes para que lo críen. El monasterio está dirigido por Phillip, un monje galés, quien deja su celda en Saint John in-the-Forest para acudir a Kingsbridge, donde está el priorato. Tras la muerte del prior James, Phillip, a instancias de los hermanos Cuthbert y Milius, presenta su nombre a la candidatura de prior, que gana gracias a la ayuda del pérfido arcediano Waleran Bigod, quien planea manipular a Phillip para convertirse en obispo. Después de muchos apuros, la familia de Tom conoce al conde Bartholomew de Shiring y a su hija, Aliena, de la que Jack se enamora perdidamente. Consiguen trabajo, pero William conquista el castillo del conde al descubrir que está de parte de Maud, la reina legítima, y es desleal al rey Stephen, con quien está en guerra civil. De nuevo se quedan sin trabajo. Llegan a Kingsbridge, donde, ante la perspectiva de no encontrar trabajo, Jack prende fuego a la vieja y derruida catedral de modo que el prior tiene que construir otra. Así, Tom consigue trabajo y se acomoda en Kingsbridge. Más tarde, William vuelve al castillo del conde y encuentra a Aliena, a quien viola. Tras huir con su hermano Richard del castillo, Aliena se dedica a la compra y venta de lana, y conoce por suerte al prior de Kingsbridge, Philip, que acepta comprarle su lana por un precio razonable. Así, Aliena comienza un próspero negocio de lana. El obispo de Shiring, Waleran Bigod, se opone a la construcción de la nueva catedral, que supondría el ascenso de Kingsbridge y la caída de Shiring. Comienza una conspiración con William para acabar con el proyecto de la catedral y con Kingsbridge. Mientras tanto, Tom y Ellen se casan.
El prior Philip trabaja duro para convertir Kingsbridge en una ciudad próspera y respetable. Sin embargo, no resulta una tarea fácil debido a que la guerra civil se estaba extendiendo por toda Inglaterra y a las luchas entre la emperatriz Maud y el rey Stephen por el trono. Jack y Aliena se enamoran pero, William incendia Kingsbridge y Aliena pierde el negocio y se arruina. Tom muere y ocupa su cargo su hijo Alfred, de más reputación en el gremio, aunque Jack tiene mucho talento de maestro constructor, más que él. Aliena, al no tener dinero para pagar las armas y los caballos de su hermano, se ve presionada por este a casarse con el adinerado Alfred. Jack, que siente que ya nada le une a la ciudad, va a Francia a averiguar los misteriosos orígenes de su padre. El matrimonio de Aliena y Alfred es maldito por Ellen, la madre de Jack. Dicha unión resultaría, efectivamente, desastrosa. Por otra parte, Alfred convence a Philip de que le permita reemplazar el techo de madera de los planos de su padre por uno de piedra. En la inauguración, el techo de la catedral se desploma y provoca la muerte de muchas personas. Aliena da a luz a un niño pelirrojo, que en realidad era de Jack, por lo que Alfred la expulsa de su casa. Aliena decide ir a buscar a Jack, que ha ido a Santiago de Compostela. En el transcurso de su peregrinación, Jack ha colaborado en la construcción de la basílica de Saint-Denis cerca de París, de modo que aprende a construir bóvedas de crucería y arcos apuntados, una técnica revolucionaria.
A la vuelta de Santiago a Saint-Denis se reúne con Aliena y descubre, por casualidad, que su padre proviene de Cherburgo. Cuando regresan a Kingsbridge, Philip les niega la posibilidad de contraer matrimonio, ya que Alfred y Aliena aún estaban casados.
Años después, la catedral se sigue construyendo con Jack como nuevo maestro constructor en sustitución de Alfred, quien regresa, de repente, a Kingsbridge. Intenta violar a Aliena, pero cuando Richard lo descubre, lo mata en defensa de su hermana. Richard recupera el título que quitaron a su padre tras la conquista del castillo de Shiring, pero lo condenan a la horca por matar a Alfred. Entonces Philip decide que lo mejor es que se vaya a combatir en la Guerra Santa, a las Cruzadas en Jerusalén, para redimir sus pecados y evitar la horca. Abandona el condado, del que se hará cargo Aliena, quien, por fin, podrá contraer matrimonio con Jack y resultará ser mucho mejor gestora del territorio que el verdadero conde, su hermano.
Después de muchos años, la catedral de Kingsbridge queda terminada, y se hace famosa en toda Inglaterra por su belleza: era la primera catedral gótica del país. Jack había solucionado un problema brillantemente, las grietas surgidas por el viento en el triforio, al diseñar, de manera independiente, los arbotantes. En un último intento de ataque, el resentido Waleran Bigod acusa públicamente a Philip de haber incumplido el voto de castidad; Waleran afirma que el monje Jonathan (hijo de Tom Builder, en este momento adulto, a quien Philip había criado en el monasterio) era, en realidad, el hijo secreto de Philip. Jack vincula a Jonathan con el hijo perdido de Tom Builder y, Ellen jura en el juicio que Jonathan es en realidad hijo de Tom. Cuando Waleran le acusa de mentir bajo juramento, ella le culpa, a su vez, de cometer perjurio, achacándole la muerte de su amante, el padre de Jack. Se descubre que Percy Hamleigh (el padre de William), Waleran Bigod, y el antiguo prior de Kingsbridge, James, conspiraron para asesinar al único superviviente del White Ship, Jack Shareburg, padre de Jack, el protagonista del libro, con el propósito de ocultar el hecho de que el hundimiento del White Ship fue, en realidad, un asesinato. Bigod queda arruinado por este escándalo.
Mientras tanto, William Hamleigh continuó llevando una vida miserable, conspirando con Waleran Bigod. Este, necesitaba eliminar al arzobispo para poder obtener el puesto de obispo de Lincoln, quien se oponía a su candidatura, dado que al ser revelado como perjuro en el juicio de Philip había perdido toda credibilidad en ese condado. Finalmente se unió a un grupo, bajo la bandera del rey Enrique II, quien quería asesinar al arzobispo de Canterbury, Thomas Becket, por oponerse al rey Enrique II. El prior Philip estaba con Becket cuando tuvo lugar el asesinato, presenciándolo todo, y encabezó una protesta contra Hamleigh y el rey, en la que reivindicó la santificación, de Becket. 
William Hamleigh fue detenido por el hijo de Aliena, acusado de sacrilegio, declarado culpable y ahorcado por este. Mientras tanto, Jack es confrontado por un envejecido, y ahora monje, Waleran Bigod; que revela por qué aceptó ser parte de la conspiración que mató al Jaques Cherbourg, padre de Jack Builder.Al final, Jack comprende que Waleran está realmente arrepentido y que siempre intentó ser devoto a Dios, pero que perdió la capacidad de diferenciar entre sus deseos personales y la voluntad de Dios; Jack Builder, aliviado por fin de saber por qué su padre había muerto, perdona a un triste y derrotado Waleran que solamente alcanza a desviar la mirada al notar que Jack siente lástima por él, dado que ha malgastado su vida. Enrique II, debilitado y anonadado por la reacción en el mundo cristiano a la muerte de Thomas Becket fue obligado a pedir perdón y es azotado, de manera simbólica, por Philip (ya muy anciano, nombrado Obispo de Kingsbridge) y toda su congregación, feliz de sentir que, por una vez, ha hecho el mundo mejor, demostrando que la fuerza bruta no puede con la razón.

## Antecedentes
En la introducción a Los pilares de la tierra, Ken Follett informa a los lectores de que «cuando era niño, toda mi familia pertenecía a un grupo religioso puritano denominado los Hermanos de Plymouth. Para nosotros, una iglesia era una escueta sala con hileras de sillas en torno a una mesa central... Por lo tanto, crecí sin saber apenas nada de la gran riqueza arquitectónica de las iglesias europeas.»
Cuando Follett se embarca en la tarea de escribir Los pilares de la tierra, explica lo siguiente: «Leí varios libros sobre arquitectura y surgió en mí un interés por las catedrales. Cierto tiempo después, se me ocurrió plasmar este entusiasmo en una novela. Era consciente de que debía ser un libro extenso. Se tardaban al menos 30 años en construir una catedral, aunque en la mayoría de las ocasiones este periodo se prolongaba porque se quedaban sin dinero, eran atacados o invadidos. Por lo tanto, la historia trata, de forma exhaustiva, las vidas de los personajes principales. En mi editorial estaban un poco inquietos por un tema tan insólito que, paradójicamente, es mi obra más famosa. También es el libro del que más orgulloso me siento. En él se recrea, de una forma bastante gráfica, la vida del pueblo y de sus habitantes. Es como si conocieras el lugar y la gente de una forma tan íntima como si tú mismo estuvieras viviendo allí en la Edad Media.»

## Personajes principales
- Jack Jackson (también conocido como Jack Fitzjack, y posteriormente Jack Builder): Hijo de Jack Shareburg y Ellen; arquitecto joven e inteligente y experto cantero que ha pasado toda su vida amando a Aliena y soñando con construir una catedral; aprende matemáticas en España y las técnicas de la arquitectura gótica en Francia. Después construye una nueva catedral en Kingsbridge, la primera catedral gótica de Inglaterra; recién llegada su familia al priorato llegó a prenderle fuego al tejado de la antigua catedral para darle trabajo a su padrastro Tom. Su continua curiosidad por su padre se verá por fin cumplida, al final de la obra, gracias a las revelaciones de Ellen, Remigius y Waleran Bigod. Físicamente es de pelo rojo, ojos azules verdosos, piel blanca y constitución delgada y fuerte.El hecho de conocer el compromiso de su amada, Aliena, provoca su peregrinaje a Francia y España para aumentar su conocimiento sobre la construcción de catedrales. Además sus proyectos novedosos le granjean enemigos en su oficio, y está profundamente enamorado de Aliena.

- Philip: Un monje ingenioso y completamente entregado, cuyo sueño es contemplar algún día la grandeza de Kingsbridge. Se convierte en el prior de Kingsbridge —repartiendo bienes, organizando el comercio, resolviendo disputas e imponiendo justicia— fundamentalmente sin el empleo de la fuerza. Su severidad moral defrauda a algunos de los protagonistas, pero está totalmente desprovisto de maldad. Lleva rapada la coronilla como todos los monjes del monasterio.

- Aliena de Shiring: Hija del conde de Shiring. William Hamleigh ansía casarse con ella, pero ella se niega a ello y, como consecuencia, es violada después de que su padre perdiera las tierras familiares. Más tarde, se convierte en amante y, con posterioridad, esposa de Jack. Es muy hermosa, altiva, posee una preciosa melena morena rizada y una piel blanca que la hace muy atractiva. Promete a su padre moribundo que ayudará a su hermano, Richard, a recuperar el condado, entonces se convierte en una acaudalada comerciante de lana, con el fin de financiar las ambiciones caballerescas de su hermano. Contrae matrimonio con Alfred de manera imprudente y, tras una larga lucha, por fin vuelve a verse al lado de Jack. Esto ocurre años después, cuando Richard mata a Alfred. Con Jack tiene dos hijos, Tommy y Sally. Su vida acomodada por el condado de su padre cambia por los hechos desafortunados de la muerte de su padre y la pérdida de la herencia familiar, lo que le hace convertirse en una mujer fuerte y decidida a conseguir todo lo que se propone. Incluso decide, tras reconocer su amor por Jack, ir en su busca a través de los países de Francia y España. Al final lo encuentra en París.

- Tom Builder: Un maestro cantero pobre cuyo sueño durante toda la vida ha sido construir una catedral; padre de Alfred, Martha y Jonathan y padrastro de Jack. Leal y diligente, tiene pasión por la construcción y por su familia, aunque no es capaz de ver la crueldad de Alfred. Destacaba por su gran altura, fuerza e inteligencia. Finalmente, fue asesinado por William Hamleigh en el asalto en el que se quemó Kingsbridge.

- William Hamleigh: Hijo de lord Percy y lady Regan Hamleigh, todos ellos pertenecientes a la baja nobleza y señores de la pequeña aldea de Hamleigh. Vive por y para vengarse y conseguir el poder. Después de conseguir permiso del conde de Shiring para casarse con su hija, lady Aliena, ésta decide rechazarle por su carácter cruel. William se obsesionará con Aliena y con la idea de humillarla, hasta el punto de que tomará por las armas todo el condado de Shiring y expulsará a Aliena de él, pero no sin antes violarla. Aterroriza de tal manera a los habitantes de las tierras que gobierna que le hacen merecedor de un desprecio generalizado en todo el condado. El condado será recuperado por las tropas proscritas de Richard de Shiring. Es mezquino y cruel, y mata y tortura a quien hace falta para conseguir su propósito.

- Ellen: Hija de un terrateniente, se diferenciaba del resto por su conocimiento del inglés, francés, latín y por saber leer y escribir. Amante de Jack Shareburg y madre de Jack Jackson, vive en el bosque y algunos la consideraban bruja tras haber maldecido a los responsables de la ejecución de su amante. Con el tiempo, su maldición destruirá a Percy y William Hamleigh, al prior James de Kingsbridge y a Waleran Bigod. Más tarde se convertirá en la esposa de Tom Builder. También maldecirá el matrimonio de Aliena y Alfred.

- Waleran Bigod: Clérigo en franca decadencia moral, taimado y astuto, que trama, de forma constante, su manera de actuar con el fin de conseguir más poder. Se alía con los Hamleigh y, a menudo, conspira con William para ocasionar la ruina de Philip y Aliena. Al final, se destruye a sí mismo cuando acusa a Philip de romper el voto de castidad y de ser el padre de Jonathan. Sin embargo, Ellen revela su perjurio (que sirvió para condenar a Jack Shareburg por robo), y a consecuencia de ello es depuesto de su cargo de obispo.

- Richard de Shiring: Hermano menor de Aliena, un caballero que cuando era joven presenció la violación de su hermana a manos de William Hamleigh. Se convierte en un soldado y líder experto, aunque depende económicamente de Aliena. Organiza la defensa del pueblo tras el segundo intento de asalto a Kingsbridge por parte de William. Llega a ser Conde de Shiring durante algún tiempo, pero se ve obligado a unirse a las Cruzadas en forma de penitencia tras matar a Alfred, al que sorprende intentando violar a su hermana. Al final, su familia recupera el condado, a pesar de que él muere en el exilio y Aliena se convierte en condesa hasta que su hijo Tommy alcanza la mayoría de edad.

- Alfred Builder: Hijo de Tom, es un constructor necio y a menudo cruel. En su juventud, maltrataba a Jack de forma reiterada. En su época adulta, contrae matrimonio con Aliena por rencor, con el fin de impedir que Jack la posea, aunque sistemáticamente resulta ser impotente con ella. Construye una bóveda de piedra en la catedral de Kingsbridge, que se derrumba, y provoca la muerte de 79 de personas el día de su inauguración. Finalmente, será muerto por Richard cuando intenta violar a Aliena.
- Martha Builder: Hija de Tom y Agnes Builder, hermana de Alfred y hermanastra de Jack. Tímida y apacible, a menudo es intimidada por Alfred, sin embargo, es la única que llora en el funeral de éste tras ser asesinado por Richard.

- Jonathan: Hijo menor de Tom y Agnes Builder que fue abandonado por la imposibilidad de alimentarlo al perder a su madre, la única que tenía leche para alimentarlo. Criado por el prior Philip y los monjes de Kingsbridge tras ser encontrado por Francis, el hermano de Philip. Cuando se hace mayor es, incluso, más alto que Tom. Finalmente, sucederá a Philip como Prior de Kingsbridge.

- Lord Percy Hamleigh: Codicioso padre de William, siempre dispuesto a conseguir el poder. Tras deshacerse del traidor, el conde Bartholomew, Percy recibe del rey Stephen el condado de Shiring. Es un gobernante eficaz, que está influenciado, en gran medida, por su esposa, Regan. Detesta compartir la cantera de Shiring con el Priorato de Kingsbridge y obstaculiza la construcción de la catedral. Muere de un infarto y deja un condado debilitado y endeudado. Fue uno de los pérjuros que ahorcaron a Jack Cherbourg.

- Lady Regan Hamleigh: Madre de William Hamleigh. Físicamente es repulsiva. Sin embargo, es inteligente y manipuladora y ejerce un control absoluto sobre su marido y su hijo. Tiene influencia en muchas de las decisiones tomadas por William y es la única persona a la que él quiere de verdad. Ella le infunde el temor por el infierno y fallece de un infarto en torno a los sesenta años. William construye una iglesia en su honor, intentando compensar que no le dio acceso al sacramento de la penitencia en su lecho de muerte.
- Rey Stephen: hijo bastardo del fallecido rey Henry. Su ambición por  obtener el trono de Inglaterra hace que se enfrente en una guerra civil con su hermanstra, la emperatriz Maud.
- Emperatriz Maud: legítima heredera del trono británico. Sin embargo es traicionada por Stephen e inicia una guerra civil en contra de él.
- Bartholomew de Shiring: conde de Shiring y padre de Aliena y Richard. Tras apoyar a Maud es tomado prisionero por William Hamleigh y finalmente muere en el calabozo.

- Agnes Builder: Primera esposa de Tom Builder y madre de Martha y Alfred; fallece en el bosque cuando da a luz a Jonathan.

## Personajes secundarios
- Jack Shareburg (Jacques Cherbourg): Un juglar que resulta ser el único superviviente del naufragio del White Ship, amante de Ellen y padre de Jack Jackson; es ahorcado en el prólogo de la obra.
- Francis: Hermano menor de Philip, ambos se quedaron huérfanos en Gales cuando sus padres fueron asesinados por soldados ingleses) y fueron criados por monjes. Decide convertirse en sacerdote diocesano antes que consagrarse como monje de una orden religiosa. Llega a ser el ministro de Robert de Gloucester y, posteriormente, de la emperatriz Maud. Tiene más mundo que Philip y salva a su hermano cuando le hacen prisionero tras una batalla; le ofrece una nueva perspectiva política muy valiosa e información confidencial.

- Tommy Jackson: hijo de Jack y Aliena. Sin mucha habilidad para la construcción pero sí para la administración y el mando, con el tiempo se convierte en Conde de Shiring y ordena el ahorcamiento de William por su implicación en el asesinato del Arzobispo de Canterbury.

- Sally Jackson: Hija de Jack y Aliena. Se parece a Jack y trabaja en la catedral de Kingsbridge, diseñando y elaborando las vidrieras y rosetones, que serán las principales atracciones a la vista de ésta.

- Raschid Alharoun: Amigo de Jack en Toledo. Un comerciante árabe cristiano que presenta a Jack a numerosos estudiosos, científicos y matemáticos (dedicados a la traducción de Euclides del árabe al latín). Jack está a punto de contraer matrimonio con una de las hijas de Raschid, pero decide que construiría mejor una catedral en Kingsbridge que casas de comerciantes ricos en Toledo.

- Walter: Escudero de William Hamleigh. Le acompaña durante la mayor parte de la novela y toma parte en el ataque a Aliena y Richard, a quien le mutila una oreja, así como en el resto de sus depravadas acciones.

- Johnny Eightpence: (Johnny Ochopeniques): Un monje poco inteligente pero ingenioso que alimenta al recién nacido Jonathan sumergiendo un paño en leche de cabra. Este hecho empuja a Philip a llevar a Johnny con él a Kingsbridge para colaborar en la educación del joven Jonathan. El apodo "Eightpence" u "Ochopeniques" se debe a la percepción de otros monjes respecto de su inteligencia: un chelín equivalía a 12 peniques y Cuthbert Whitehead dice que Johnny es "ocho peniques del chelín". En la novela se dice que era "corto de entendederas".

- Remigius: El anterior subprior de Kingsbridge bajo el mandato del difunto prior James. Intenta conseguir el cargo de Prior. Sin embargo, la aparición y posterior elección de Philip da al traste con sus ambiciones. Desde ese momento ejerce como subprior de Philip mientras se convierte en el aliado en la sombra de Waleran Bigod. Tras abandonar la abadía, y caer en desgracia junto a Waleran, se ve obligado a mendigar hasta que Philip lo encuentra y lo invita de nuevo al priorato; de este modo, pasará el resto de sus días como un simple monje. Su testimonio es crucial en el juicio de Philip, al ratificar el testimonio de Ellen, pues fue quien confesó al antiguo prior de Kingsbridge y lo absolvió del perjurio que llevó a la horca a Jack Shareburg.

- Cuthbert Whitehead: Bodeguero del Priorato de Kingsbridge. Será un fiel aliado de Philip desde la llegada de este a Kingsbridge.

- Milius Bursar: Antiguo cocinero y, con posterioridad, tesorero, responsable de las cuentas del Priorato de Kingsbridge. También es aliado de Philip desde el principio y lo ayuda a convertirse en Prior y a dirigir el priorato.

## Musical
En 2019, se hizo en el Teatro Apolo de Madrid la presentación del musical Los Pilares de la tierra, compuesto por Iván Macías y adaptado por Félix Amador. Se iba a estrenar en octubre de 2020 en el Teatro Calderón pero debido a la pandemia el estreno se aplazó durante años hasta que el 20 de noviembre de 2024 llegó al teatro Gran Vía, de la mano del productor Dario Regattieri y dirigido por Federico Barrios e Ignasi Vidal. Está protagonizado por Cristina Picos y Teresa Ferrer alternándose con Aliena, Javier Ariano como Jack, Julio Morales como Tom y Noemí Mazoy como Ellen, entre otros. 
En 2016 se estrenó en Østre Gasværk, Copenhague, un musical también basado en este libro. Se reestrena el 18 de octubre de 2025, Jysk Musikteater en Silkeborg. 